# Nyceryx bryki
Nyceryx bryki är en fjärilsart som beskrevs av Gehlen. 1929. Nyceryx bryki ingår i släktet Nyceryx och familjen svärmare. Inga underarter finns listade i Catalogue of Life.